# Orana (personaggio)
Orana è un personaggio immaginario posseduto dalla DC Comics. Orana è un Amazzone con i capelli rossi che sfidò e sconfisse la Principessa Diana per il titolo di Wonder Woman in Wonder Woman n. 250 (dicembre 1978). Orana adottò il nome autoimposto di "Nuova Wonder Woman" e partì dall'Isola Paradiso diretta a New York. Sfortunatamente l'insolente guerriera Amazzone fu uccisa in azione poco dopo nel suo regno e permise così a Diana di reclamare il suo ruolo come Wonder Woman. La comparsa, le maniere, e le storie di Orana servirono come ispirazione per una futura Wonder Woman con i capelli rossi, Artemide.

## Biografia del personaggio

### Torneo- Wonder Woman n. 250 (1978)
Wonder Woman (Diana) ricevette un messaggio urgente da sua madre, la Regina Ippolita, perché ritornasse sull'Isola Paradiso. Una volta che Diana giunse, dovette confrontarsi con un'Amazzone guerriera con i capelli rossi di nome Orana che sfidò la Principessa per il titolo di Wonder Woman. Diana contestò la sfida, ma la Regina Ippolita informò la figlia che Orana aveva ogni diritto di indire un nuovo torneo, come dettato dalla legge imposta dagli Dei dell'Olimpo. Il torneo era un evento di quattro giorni e il suo tema si basava sui quattro elementi naturali, terra, acqua, aria e fuoco. In aggiunta ad Orana e Diana, ogni guerriera Amazzone in grado di gareggiare si iscrisse alla competizione per il titolo di Wonder Woman.
Mentre il torneo progrediva nei quattro giorni, Diana e Orana utilizzarono le loro abilità superiori per eliminare le loro rivali Amazzoni. Anche se Orana e Diana erano parallelamente rivali fisicamente, furono le loro personalità individuali che separò le due sorelle Amazzoni. Orana era una guerriera brutale che scelse di vincere con ogni mezzo necessario, mentre Diana mostrava compassione durante il torneo salvando le altre Amazzoni che venivano ferite durante le prove.
Nel quarto ed ultimo giorno del torneo rimasero in competizione solo Diana ed Orana. Le rivali si affrontarono nell'ultimo evento, una gara su una meteora nello spazio. L'Amazzone con i capelli rossi cominciò a spingersi via da Diana, ma gli sforzi di Orana di vincere la gara non furono senza conseguenze non intenzionali. Mentre Orana si spostava in mezzo alle meteore, inavvertitamente calciò un'enorme roccia verso l'atmosfera terrestre, causando danni sulla superficie sottostante. Diana capì il pericolo e abbandonò la competizione per salvare la Terra. La principessa Amazzone con maestria calciò un altro masso contro quello diretto verso la Terra deviandolo. Il suo agire fu un successo, ma così facendo, Diana permise a Orana di vincere la gara.
La Regina Ippolita lodò Diana per l'azione eroica e la proclamò vincitrice del Torneo. Come risultato, la Principessa mantenne il suo ruolo come Wonder Woman.
Eppure, tornata all'Isola Paradiso, gli Dei dell'Olimpo denunciarono la decisione della Regina Ippolita e ordinarono un cambio. Gli dei sostennero che, dato che Orana vinse la gara finale, era colei che doveva diventare Wonder Woman. La Regina Ippolita contestò la decisione ma Diana fermò la madre dal protestare. Accettò di declinare il titolo di Wonder Woman e donarlo ad Orana, piuttosto che assoggettare sua madre all'ira degli dei.
Diana presentò Orana con l'uniforme di Wonder Woman, il Lazzo magico|lazzo magico, la tiara e l'Aereo invisibile|aereo invisibile. La Principessa Amazzone avvisò la sua successore di utilizzare questi articoli saggiamente e di non vacillare mai nel suo ruolo di Wonder Woman. Orana assicurò Diana che avrebbe reso orgogliosa la nazione Amazzone.
La vittoriosa Orana fu portata via da un gruppo di Amazzoni festanti mentre Diana e la Regina Ippolita si consolarono l'un l'altra. Successivamente, Diana osservò da lontano la nuova iniziata partire per cominciare la sua missione come Wonder Woman. Silenziosamente decise di seguire Orana nel mondo esterno anche se sapeva che avrebbe fatto arrabbiare gli stessi dei.

### Il Nome è Wonder Woman- Wonder Woman n. 251 (1979)
Orana, ora facendosi chiamare la "Nuova Wonder Woman", partì per New York City con il sogno di diventare un'eroina molto più grande di Diana. Sfortunatamente, il carattere di Orana e la sua inesperienza nei modi del mondo esterno deragliarono la sua aspirazione alla gloria.
Poco dopo il suo arrivo nella Grande Mela, a Orana fu negata una stanza d'albergo quando lo staff non la riconobbe come Wonder Woman. Insultata dopo essere stata chiamata impostore, Orana fracassò frustrata il tavolo della hall. Urlò di rimando allo staff che lei era la "Nuova Wonder Woman" e che chiunque avrebbe dovuto venirne a conoscenza in fretta.
Più avanti, Orana tentò di catturare un terrorista di nome Warhead, e nel fare ciò si confrontò con un ufficiale di polizia che inseguiva lo stesso personaggio e fraintese il poliziotto scambiandolo per una minaccia. Nella confusione che ne seguì Warhead riuscì a fuggire lasciando Orana scossa e umiliata.
Tornata all'Isola Paradiso, Diana rubò la nave spaziale Amazzone e si diresse verso New York City, eppure il suo arrivo in città non passò inosservato. Orana, furiosa, la rintracciò e irruppe nel suo appartamento. Orana le disse che solo l'Amazzone scelta per servire come Wonder Woman aveva il diritto di lasciare l'Isola Paradiso. Diana rispose che voleva solo continuare la vita del suo alter ego, Diana Prince, e che intendeva restare fuori dagli affari di Orana. La avvertì anche di non venire a cercare il suo aiuto.
Orana si vantò fiduciosamente che poteva prendersi cura di ogni minaccia, anche del terrorista noto come Warhead. Diana riconobbe istantaneamente il nome e avvertì Orana che il motivo di Warhead per essere a New York poteva solo essere che si stava preparando a testare una nuova arma. Orana sbeffeggiò le preoccupazioni di Diana credendo che la Principessa stesse solo cercando di spaventarla. L'Amazzone oltraggiata se ne andò dopo aver giurato di vendicarsi di Diana per aver violato le leggi degli dei, tentando di imbarazzarla.
Sopra New York City, la bomba di Warhead tuonava giù dall'orbita verso il suo obiettivo, il Columbus Day parade. Dal suo appartamento, Diana scandagliò il cielo in cerca di ogni pericolo e con sorpresa notò Orana a bordo dell'aereo invisibile. All'interno dell'abitacolo, Orana ammise furiosa a sé stessa che la Principessa aveva più esperienza del mondo esterno di lei e che doveva onorare l'avvertimento di Diana. Improvvisamente individuò l'elicottero di Warhead che si dirigeva verso di lei.
La campionessa Amazzone uscì dall'abitacolo e si posizionò sull'ala dell'aereo invisibile. Così però fu sotto l'assalto degli spari degli scagnozzi di Warhead. Orana respinse i proiettili con i suoi braccialetti Amazzoni, ma l'attacco fu un mero diversivo. Preoccupata di difendersi, Orana fallì nel notare la bomba di Warhead che si dirigeva verso la città sottostante.
Dal suo appartamento, Diana vide la bomba arrivare e capì che doveva agire in fretta per salvare New York e i suoi cittadini. La Principessa Amazzone entrò in azione nella scena della battaglia, Diana pensò tra sé "Io sono ancora Wonder Woman!". Dopo numerosi salti tremendi, Diana riuscì a recuperare la bomba cadente a mezz'aria.
Diana saltò sull'ala dell'aereo invisibile e ordinò a Orana di fare salire l'aereo. Orana, infuriata, ignorò il comando di Diana e cominciò a litigare con lei. Improvvisamente, Warhead afferrò una mitragliatrice dalle mani di uno dei suoi uomini e aprì il fuoco. Orana non riuscì a parare in tempo i proiettili e venne colpita dagli spari. La bella con i capelli rossi gridò in agonia e urlò a Diana, che poté solo guardare con orrore la morte di una sorella Amazzone. Diana, ora consumata dalla rabbia, diresse la bomba verso l'elicottero di Warhead, distruggendo il velivolo e salvando New York City.
Dopo la battaglia, la Principessa tornò all'Isola Paradiso. Al suo arrivo, la Regina Ippolita e le altre Amazzoni abbassarono la testa in segno di dolore, mentre Diana scendeva dall'aereo invisibile portando il corpo senza vita di Orana tra le sue braccia. Diana mise il corpo della sua ex rivale in una tomba dove lasciò che la "Nuova Wonder Woman" potesse riposare.
Con la conclusione dei funerali, Diana si presentò con un nuovo costume, una nuova tiara e un nuovo lazzo magico, e reclamò il suo titolo come Wonder Woman.

## Altre comparse
- Orana fu brevemente menzionata di nuovo in Wonder Woman n. 252 (febbraio 1979), quando Ippolita contemplò se gli dei avrebbero punito Diana dopo che questa ritornò dal mondo esterno dopo aver ceduto il suo titolo a Orana.
- Poi in Wonder Woman n. 254 (aprile 1979) gli dei del monte Olimpo discussero delle circostanze in cui Diana reclamò il suo titolo. Marte disse che Diana lasciò l'Isola Paradiso illegalmente e che andava punita. Atena e Afrodite obiettarono verso il dio della Guerra, affermando che Orana fu uccisa prima che Diana con diritto reclamasse il suo titolo come Wonder Woman.
- Finalmente in Wonder Woman n. 98 (maggio 1985) che rinarrò le origini di Wonder Woman, un'Amazzone con i capelli rossi di nome Orana chiese alla Regina Ippolita se la regina fosse stata equa durante il giudizio del torneo per determinare chi sarebbe diventata Wonder Woman. Questa Orana, però, non dimostrò nessuna tendenza della sua controparte presentata in Wonder Woman n. 250 e n. 251.

## Poteri e abilità
Orana fu addestrata nell'ottenere i più alti livelli nel combattimento uno contro uno, ma la Principessa Diana notò durante il torneo, che Orana faceva conto più sulla forza bruta che sulle sue abilità.
Possedeva super forza, una formidabile abilità di salto e alti livelli di resistenza. In più, come tutte le sue sorelle Amazzoni, aveva l'abilità di planare sulle correnti d'aria.
Mentre vestiva l'uniforme di Wonder Woman utilizzò il Lazzo della verità. Fu anche addestrata nell'utilizzo dei bracciali come deflettori dei proiettili, ma non fu mai abile o disciplinata come la Principessa Diana.
Orana, come tutte le altre Amazzoni dell'Isola Paradiso, fu benedetta con l'eterna giovinezza e un'enorme bellezza. Perse la sua immunità dall'invecchiamento una volta che lasciò l'Isola per diventare la "Nuova Wonder Woman".
Come tutte le Amazzoni dell'epoca pre-Crisi, Orana perdeva i suoi poteri se i suoi polsi venivano legati da un uomo. Se i suoi bracciali fossero stati rotti, sarebbe entrata in una furia omicida.
Oltre alle sue abilità super umane, Orana poteva essere ferita da armi mortali. Nella sua prima importante battaglia come "Nuova Wonder Woman" fallì nel proteggere sé stessa dai proiettili che la uccisero.